# Matematica pura
La matematica pura è costituita dalle aree della matematica che si occupano dello studio di concetti matematici indipendentemente dalla possibilità che vi siano o meno delle applicazioni. A partire dal diciottesimo secolo, la matematica pura, inizialmente chiamata anche matematica speculativa, ha iniziato ad essere riconosciuta come categoria a sé stante di attività matematiche, distanziandosi dalle ricerche matematiche nate per rispondere ai problemi di navigazione, astronomia, fisica, ingegneria e molte altre. Un'altra possibile definizione della matematica pura è semplicemente quella di matematica non necessariamente applicata.

La matematica pura studia le proprietà e le strutture di oggetti astratti, come ad esempio i gruppi E8, nella teoria dei gruppi, senza preoccuparsi della loro eventuale applicabilità nel mondo fisico

Essa consiste nello studio di concetti matematici indipendentemente dalla loro eventuale applicazione al di fuori della matematica. Questi concetti possono nascere da osservazioni fatte nel mondo fisico ed i suoi risultati possono anche rivelarsi successivamente utili per applicazioni pratiche, ma i matematici puri non sono principalmente motivati da queste applicazioni, quanto invece dalla sfida intellettuale e dalla bellezza estetica delle conseguenze logiche che si possono ottenere da principi generali.
Mentre la matematica pura esisteva già come attività dai tempi dell'antica Grecia, la sua definizione fu elaborata intorno al 1900, dopo l'introduzione di teorie con proprietà controintuitive (come per esempio la geometria non euclidea e la teoria degli insiemi infiniti di Cantor), e la scoperta di paradossi apparenti (come l'esistenza di funzioni continue che non sono differenziabili in nessun punto e il paradosso di Russell). Questi fatti resero necessario una revisione del concetto di rigore matematico e dei fondamenti della matematica, con un uso sistematico del metodo assiomatico. Inoltre indusse molti matematici a vedere la matematica come un'attività autonoma, indipendente, distaccata dal mondo fisico, cioè "matematica pura".
Quasi tutte le teorie matematiche rimanevano tuttavia in qualche modo collegate ai problemi presenti nel mondo fisico o a teorie meno astratte. Inoltre, molte teorie matematiche che apparivano totalmente astratte furono successivamente usate in applicazioni pratiche, principalmente in fisica e informatica. Uno dei primi famosi esempi è la dimostrazione che la
legge di gravitazione universale di Isaac Newton implicava che i pianeti si muovessero lungo orbite rappresentanti sezioni coniche, curve geometriche studiate già nell'antichità da Apollonio. Un altro esempio riguarda la fattorizzazione di grandi numeri interi che costituì la base della moderna crittografia RSA, largamente usata per proteggere le comunicazioni via internet.
Allo stato presente la distinzione tra pura e matematica applicata è più un punto di vista filosofico o una preferenza di qualche matematico che una rigida divisione della matematica. In particolare non è insolito che alcuni membri di un dipartimento di matematica applicata si definiscano matematici puri.

## Storia

### Grecia antica
Gli antichi matematici greci furono tra i primi a fare una distinzione tra matematica pura e applicata. Lo stesso Platone contribuì a creare una distinzione tra "aritmetica", oggi chiamata teoria dei numeri, e "logistica", ora chiamata aritmetica. Platone riteneva che la logistica (l'aritmetica) fosse appropriata per uomini d'affari e condottieri che "devono imparare l'arte dei numeri per sapere come organizzare le truppe", mentre l'aritmetica (la teoria dei numeri) lo era per i filosofi "perché devono uscire dal mare delle incertezze ed approdare alla verità". Euclide di Alessandria, alla domanda di uno dei suoi studenti sull'utilità degli studi di geometria, chiese al suo schiavo di dare allo studente tre monete, "dato che deve guadagnare da quello che impara". Al matematico greco Apollonio di Perga fu chiesto che utilità avessero alcuni suoi teoremi del Libro IV delle Coniche ed egli orgogliosamente rispose
Essi meritano di essere accettati per come sono stati dimostrati, così come accettiamo molte altre cose in matematica, per questo solo motivo e null'altro.
Siccome molti dei suoi risultati non trovavano applicazione nella scienza o nella tecnica dei suoi tempi, Apollonio successivamente argomentò nella prefazione del Libro V delle Coniche che l'oggetto di cui occuparsi deve essere uno di quelli che "... sembrano meritare uno studio in quanto tale."

### XIX secolo
Presso l'università di Cambridge il termine "pura" è sancito nella carica di "Professore di Matematica pura", carica istituita a metà del XIX secolo. L'idea di una disciplina separata per la matematica pura può essere emersa a quel tempo: ancora la generazione di Gauss non faceva una stretta distinzione tra "pura" e "applicata". Negli anni successivi, specializzazioni e professioni (in particolare l'approccio di Weierstrass all'analisi matematica) iniziarono a creare una spaccatura più evidente.

### XX secolo
All'inizio del ventesimo secolo i matematici fecero uso sistematico del metodo assiomatico, fortemente influenzati dal lavoro di David Hilbert. La formulazione logica di matematica pura suggerita da Bertrand Russell
in termini di struttura di quantificatori delle proposizioni sembrò sempre più plausibile, nella misura in cui larghe parti della matematica diventavano assiomatizzate e quindi soggette al semplice criterio di una prova rigorosa.
Matematica pura, secondo un punto di vista attribuibile al gruppo Bourbaki, è ciò che può essere provato. L'essere matematico puro divenne un'ambita vocazione, raggiungibile attraverso l'esercizio.
Si ipotizzò anche che la matematica pura si rivelò utile per gli studenti di ingegneria:
Ci vuole un allenamento nell'esercizio mentale, nei punti di vista, e nella comprensione intellettuale riguardo ai problemi di ingegneria, che solo lo studio di alta matematica può fornire.

## Generalità e astrazione

Un'illustrazione del Paradosso di Banach-Tarski, un famoso risultato della matematica pura. Sebbene si dimostra che è possibile trasformare una sfera in due sfere identiche alla prima facendo solo tagli e rotazioni, la trasformazione coinvolge oggetti che non possono esistere nel mondo fisico

Un concetto centrale della matematica pura è l'idea di generalizzazione; essa mostra spesso un'evoluzione verso concetti sempre più generalizzati. Gli usi e i vantaggi della generalizzazione comprendono:
- Generalizzare teoremi o strutture matematiche permette una più profonda comprensione dei teoremi e delle strutture iniziali.
- Si semplifica la presentazione del materiale, permettendo dimostrazioni più brevi e argomenti più facili da seguire.
- Permette di evitare una duplicazione di sforzi, dimostrando un risultato generalizzato anziché i singoli casi o usando i risultati di altre aree della matematica.
- Facilita il collegamento con altre branche della matematica. La teoria delle categorie è un'area della matematica dedicata all'esplorazione delle strutture comuni a più branche della matematica.

L'influenza della generalizzazione sull'intuizione dipende sia dal soggetto che la pratica che dalle sue preferenze o stili di apprendimento. Spesso la generalizzazione è vista come un ostacolo all'intuizione, anche se può essere un aiuto, specialmente quando fornisce analogie con altri settori su cui il soggetto ha già una buona intuizione.
Un ottimo esempio di generalizzazione è il programma di Erlangen che comportò un'espansione della geometria per includere anche la geometria non euclidea, il campo della topologia e altre forme di geometria, in una concezione della geometria come studio dello spazio e dei gruppi di trasformazioni. Lo studio dei numeri, chiamato algebra nel primo anno delle superiori, si estende all'algebra astratta a livello più avanzato; e lo studio delle funzioni, chiamata calcolo infinitesimale nelle superiori, diventa analisi matematica e analisi funzionale nei livelli scolastici più avanzati. Ciascuna di queste branche di maggiore astrazione hanno molte sottospecialità, e ci sono in effetti molte connessioni tra le discipline di matematica pura e applicata. Un'ascesa ripida verso l'astrazione interessò la metà del XX secolo.
In pratica, tuttavia, questi sviluppi portarono a un forte distacco dalla fisica, in particolare nel periodo 1950-1983. Successivamente ciò fu criticato, per esempio da Vladimir Arnold, come "troppo Hilbert, e non abbastanza Poincaré". La situazione oggi non sembra appianata: la teoria delle stringhe spinge in una direzione, mentre la matematica discreta spinge in senso opposto verso la dimostrazione come suo elemento centrale.

## Matematica pura e applicata
I matematici hanno sempre opinioni differenti sulla distinzione tra matematica pura e applicata. Uno dei più famosi esempi moderni (ma forse non compreso bene) di questo dibattito si può trovare in G.H. Hardy nella sua Apologia di un matematico.
Molti ritenevano che Hardy vedesse la matematica applicata come brutta e noiosa. Sebbene sia vero che preferiva la matematica pura, che egli comparava spesso con la pittura e la poesia, vedeva la distinzione tra i due ambiti semplicemente così: quella applicata vista cercava di esprimere verità fisiche in una cornice matematica, mentre quella pura esprimeva verità indipendenti dal mondo fisico. Hardy fece una diversa distinzione in matematica tra quella che egli chiama matematica "reale", "che ha un valore estetico permanente", e "le parti noiose ed elementari della matematica" che hanno un utilizzo pratico.
Hardy considerava alcuni fisici, come Einstein e Dirac, tra i matematici "reali", ma al tempo in cui scriveva l'Apologia egli considerava la relatività generale e la meccanica quantistica "inutili", cosa che gli permetteva di continuare ad affermare che solo la matematica "noiosa" era utile. Tuttavia Hardy successivamente ammise che, quando poi l'applicazione della teoria delle matrici e della teoria dei gruppi alla fisica arrivò inaspettata, era giunto il tempo in cui anche qualche genere di matematica bella e "reale" poteva essere anche utile.
Un altro punto di vista interessante è quello del matematico americano Andy Magid: